# Nobuyuki Nishi
Nobuyuki Nishi (Japans: 西伸幸, Nishi Nobuyuki) (Kawasaki, 13 juli 1985) is een Japanse freestyleskiër. Hij vertegenwoordigde zijn vaderland op de Olympische Winterspelen 2010 in Vancouver, op de Olympische Winterspelen 2014 in Sotsji en op de Olympische Winterspelen 2018 in Pyeongchang.

## Carrière
Bij zijn wereldbekerdebuut, in december 2003 in Ruka, scoorde Nishi direct zijn eerste wereldbekerpunten. In maart 2007 stond de Japanner in Voss voor de eerste maal in zijn carrière op het podium van een wereldbekerwedstrijd.
Nishi nam zes maal deel aan de wereldkampioenschappen freestyleskiën. Op de wereldkampioenschappen freestyleskiën 2009 in Inawashiro veroverde hij de zilveren medaille op het onderdeel dual moguls, in 2011 in Deer Valley sleepte de Japanner de bronzen medaille in de wacht op hetzelfde onderdeel.
Tijdens de Olympische Winterspelen van 2010 in Vancouver eindigde Nishi als negende op het onderdeel moguls. Vier jaar later eindigde hij in Sotsji als veertiende op het onderdeel moguls.

## Resultaten

### Olympische Spelen
| Jaar | Plaats      | Resultaten |
| ---- | ----------- | ---------- |
| 2010 | Vancouver   | 9e Moguls  |
| 2014 | Vancouver   | 14e Moguls |
| 2018 | Pyeongchang | 19e Moguls |

### Wereldkampioenschappen
| Jaar | Plaats               | Resultaten                 |
| ---- | -------------------- | -------------------------- |
| 2007 | Madonna di Campiglio | 20e Moguls 20e Dual Moguls |
| 2009 | Inawashiro           | 4e Moguls · Dual Moguls    |
| 2011 | Deer Valley          | 18e Moguls · Dual Moguls   |
| 2013 | Voss                 | 33e Moguls 17e Dual Moguls |
| 2015 | Kreischberg          | 22e Dual Moguls 18e Moguls |
| 2017 | Sierra Nevada        | 26e Dual Moguls 24e Moguls |

### Wereldbeker
Eindklasseringen
| Seizoen   | Algm | MO  |
| --------- | ---- | --- |
| 2003/2004 | 155e | 41e |
| 2004/2005 | 123e | 44e |
| 2005/2006 | 185e | 58e |
| 2006/2007 | 47e  | 17e |
| 2007/2008 | 61e  | 18e |
| 2008/2009 | 87e  | 24e |
| 2009/2010 | 57e  | 17e |
| 2010/2011 | 54e  | 14e |
| 2011/2012 | 99e  | 25e |
| 2012/2013 | 130e | 26e |
| 2013/2014 | 83e  | 15e |
| 2014/2015 | 70e  | 18e |
| 2015/2016 | 153e | 29e |
| 2016/2017 | 145e | 26e |
| 2017/2018 | 95e  | 16e |